# Frithiof Alarik Holmgren
Pour les articles homonymes, voir Holmgren.
Frithiof Alarik Holmgren, né le 22 octobre 1831 à Västra Ny socken (sv) (Östergötland) et mort le 14 août 1897 à Uppsala, est un médecin et physiologiste suédois.

## Biographie
Il exerce comme médecin à partir de 1857 notamment durant la pandémie de choléra à Norrköping et Söderköping. Diplômé officiellement en 1861, il enseigne de 1864 à 1897 à l'université d'Uppsala et est élu membre de l'Académie royale des sciences en 1880,.
Il est connu pour ses nombreuses études sur les variations visuelles de la couleur, l'action de la rétine, le daltonisme et la cécité. Il fut aussi un des grands opposants à la vivisections et plaida pour l'utilisation du curare pour abréger les souffrances.
Il épouse en 1869 la suffragette Ann-Margret Holmgren. Le couple aura 8 enfants. Il est inhumé avec sa femme au Uppsala old cemetery (en),.
Il est mentionné par André Laurie et Jules Verne dans le chapitre XI de leur roman L'Épave du Cynthia.

## Publication
- 1877 : De la cécité des couleurs dans ses rapports avec les chemins de fer et la marine